# Cá ban giô
Cá ban giô (tên khoa học: Banjos banjos) là một loài cá dạng cá vược (Percomorpha), cũng là loài duy nhất của chi Banjos và họ Banjosidae. Theo truyền thống họ này xếp trong bộ Perciformes, năm 2013 được Ricardo Betancur-R et al. tách ra ở vị trí không xác định trong nhánh Percomorphaceae. Trong phiên bản ngày 30-7-2014 họ này được xếp trong bộ Pempheriformes.

## Phân bố
Cá ban giô là cá biển, sinh sống ở vùng nước duyên hải miền tây Thái Bình Dương, từ miền nam Nhật Bản và bán đảo Triều Tiên tới Biển Đông, được ghi nhận là có ở vùng biển ven Indonesia và quần đảo Chesterfield. Nó là loài sống ở đáy, tại độ sâu từ 50 tới 400m.

## Đặc điểm
Tổng số gai vây lưng: 10; tia vây lưng mềm: 11; gai vây hậu môn: 3; tia vây hậu môn mềm: 7. Thân cao và dẹp hai bên. Gai vây lưng thứ ba và gai vây hậu môn thứ hai đặc biệt dài và cứng. Thân có màu nâu xám đồng nhất và vây lưng mềm có 1 đốm đen. Các vây đứng có viền mép trắng. Vây đuôi hơi có khía. Đầu nhọn gần như dốc thẳng xuống. Cơ quan đường bên phát triển đầy đủ. Nó có thể dài tới 20 cm (8 inch).